# Tullinge (stacja kolejowa)
Tullinge – stacja kolejowa w Tullinge, w Gminie Botkyrka, w regionie Sztokholm, w Szwecji. Znajduje się na Västra stambanan, między stacjami Flemingsberg i Tumba, 19,3 km od Dworca Centralnego w Sztokholmie. Stacja posiada peron wyspowy z halą biletową na peronie i tunelem dla pieszych. Stacja została otwarta 1 czerwca 1969 i obsługuje dziennie około 4 200 pasażerów (2012). Przy stacji znajduje się  parking na około 310 samochodów.

## Autobusy
Na stacji znajdują się dwa przystanki autobusowe. Na pierwszym, Tullinge station znajduje się po północnej stronie stacji Tullinge, rozpoczynają kursy autobusów w kierunku Riksten/Lida (721 i 721X (Riksten), Tullinge kyrka (723) i Huddinge sjukhus (722). Mają tutaj swój przystanek autobusy do Tumba station (713) i Visättra (713). Drugi, Tullinge station södra, znajdujący się po południowej stronie dworca obsługuje autobusy do Riksten/Suffering (721).